# Alfred Gutersohn
Alfred Gutersohn (* 12. Februar 1904 in Islikon TG; † 10. März 2003 in Bern) war ein Schweizer Universitätsprofessor.

## Leben
Alfred Gutersohn war von 1956 bis 1976 Extraordinarius für angewandte Volkswirtschaftslehre mit besonderer Berücksichtigung der Gewerbepolitik an der Universität St. Gallen (HSG). Bereits im Wintersemester 1935/36 erfüllte er seinen ersten Lehrauftrag an der damaligen Handels-Hochschule (HH), welche ihn 1946 zum Titularprofessor und 1956 zum a. o. Professor ernannte. Die Gründung des Schweizerischen Instituts für gewerbliche Wirtschaft an der Hochschule St. Gallen (heute KMU-HSG) im Jahre 1946, dem Professor Gutersohn bis 1975 vorstand, lieferte die organisatorische Basis für die frühe Anknüpfung internationaler Verbindungen zu anderen Forschern auf seinem Spezialgebiet, kurz nach dem Zweiten Weltkrieg. 1948 gründete er die Forscherkonferenz „Rencontres de St-Gall“ und hat damit eine Institution geschaffen, die bis heute ihre internationale Ausstrahlung behalten hat.
Gutersohns vermutlich bekanntester Grundgedanke war jener der „Differenzierten Leistungserstellung“ durch die gewerbliche Wirtschaft. Durch sie unterscheiden sich Gewerbebetriebe von industriell fertigenden Unternehmen grundsätzlich.

## Werke (Auswahl)
- zusammen mit Hans Georg Geisbüsch: Machtungleichgewichte und Gegengewichtsbildungen in der Wirtschaftswirklichkeit. In: Das Gegengewichtsprinzip in der Wirtschaftsordnung, Band 2, Heymann, Köln, Berlin, Bonn, München, 1966
- Das Gewerbe in der freien Marktwirtschaft, Bände I bis III, 1. Auflage Polygraphischer Verlag (heute: Schulthess), Zürich 1954ff., 2., überarb. Auflage Band 1, Duncker & Humblot, Berlin / München / St. Gallen 1977
- Die jüngeren Entwicklungen im schweizerischen Gewerbe im Spiegel der Eidgenössischen Betriebs-(Arbeitsstätten-)zählungen von 1965 und 1975. In: Schriftenreihe des Schweizerischen Instituts für Gewerbliche Wirtschaft an der Hochschule St. Gallen für Wirtschafts- und Sozialwissenschaften, 8., Duncker & Humblot, Berlin, 1980